# Cheliomyrmex
Cheliomyrmex (лат.) — род мелких по размеру кочевых муравьёв Нового Света из подсемейства Dorylinae семейства Formicidae. Ранее рассматривался в составе ныне не выделяемого подсемейства Ecitoninae.

## Описание
Рабочие мелкие (около 5 мм), рыжевато-коричневого цвета. Стебелек брюшка одночлениковый (из одного петиоля), тогда как у других Dorylinae он состоит из 2-х члеников (петиоль+постпетиоль).

## Распространение
Новый Свет (Америка).

## Экология
Ведут кочевой образ жизни.
С муравьями ассоциировано множество мирмекофилов. На теле рабочих перемещаются клещи Trichocylliba.

## Виды
- Cheliomyrmex andicola Emery, 1894
- Cheliomyrmex audax Santschi, 1921
- Cheliomyrmex megalonyx Wheeler, 1921
- Cheliomyrmex morosus (Smith, 1859)typus

## Галерея

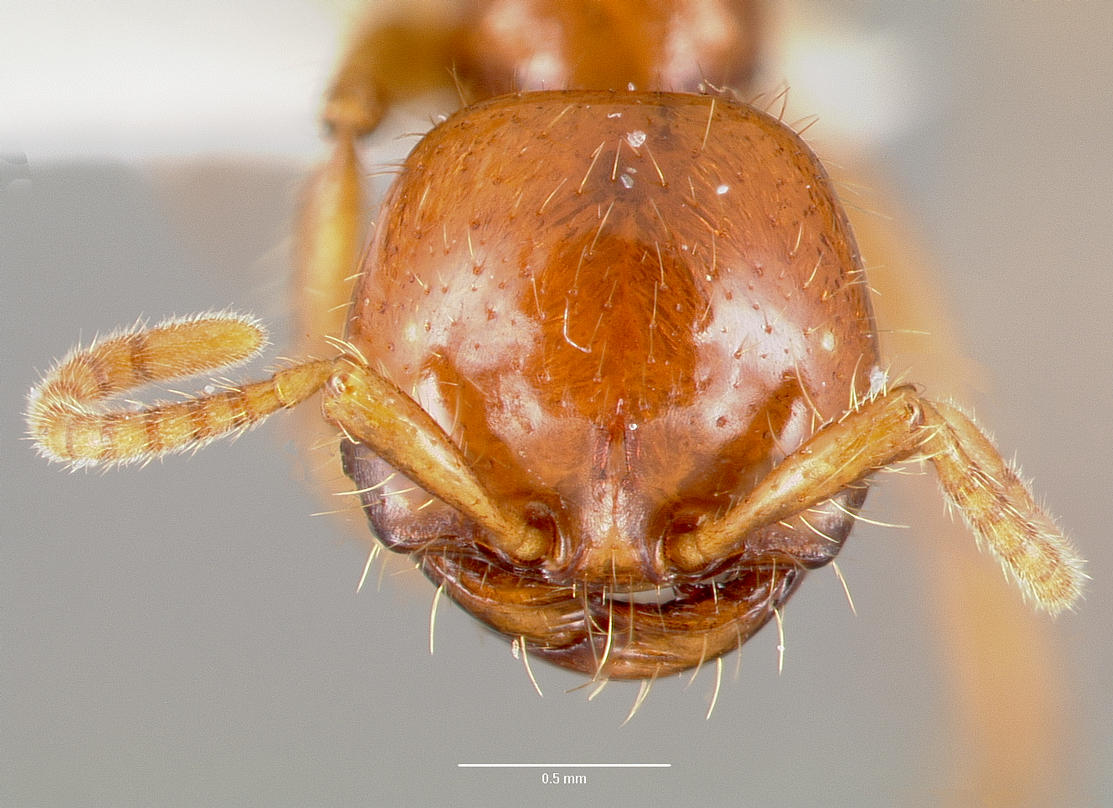
Cheliomyrmex morosus
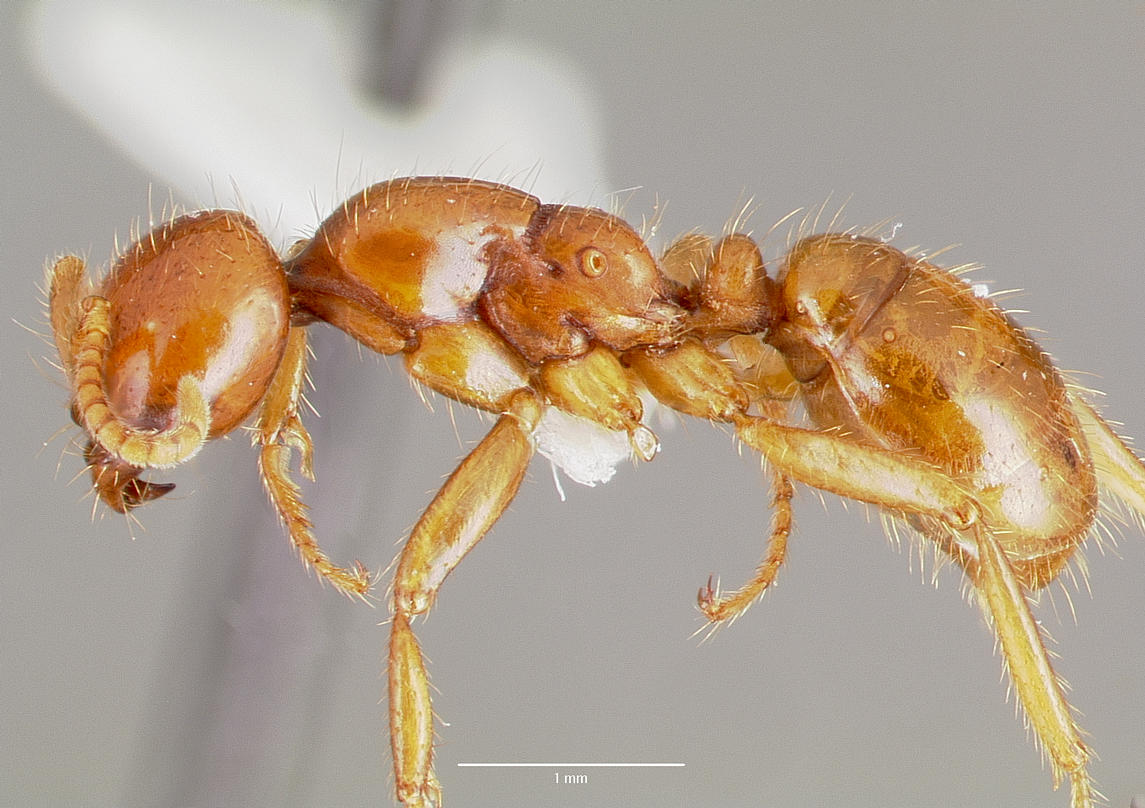
Cheliomyrmex morosus
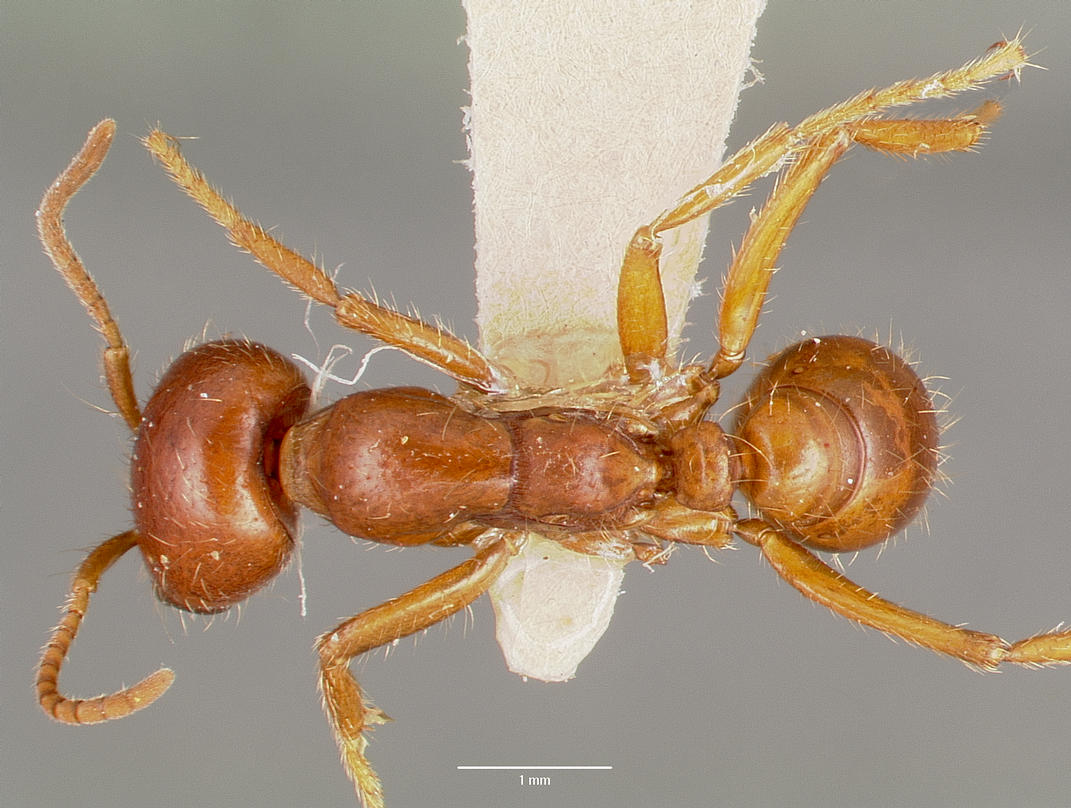
Cheliomyrmex megalonyx
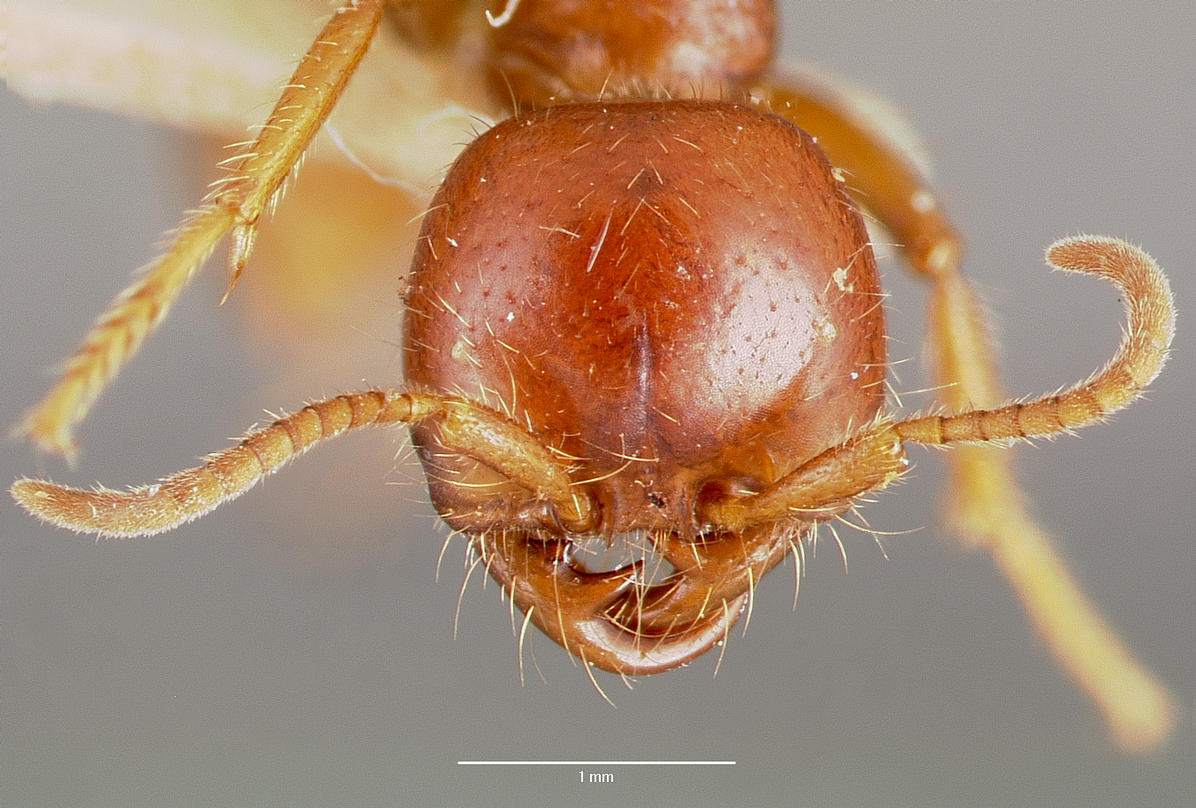
Cheliomyrmex megalonyx